# Samuel Jean de Pozzi
Samuel Jean de Pozzi, född 3 oktober 1846, död 13 juni 1918, var en fransk gynekolog. Han var far till diplomaten Jean de Pozzi och poeten Catherine de Pozzi.
Pozzi gick i skola i Pau och Bordeaux innan han 1869 började studera medicin i Paris 1869. Han var en utmärkt student och blev en av Paul Brocas favoritelever. Redan som student assisterade han i anatomi. 1875 blev han Agrégé, 1877 chirurgien des hôpitaux och 1883 kirurg vid Hôpital de Lourcine-Pascal. Här höll han teoreriska föreläsningar ända fram till dess att han utnämndes till professor i gynekologi. 
Han var från början kirurg men intresserade sig allt mer för gynekologi och för att bilda sig mer inom detta ämne reste han på studieresor till England, Tyskland och Österrike. År 1889 var han först i Frankrike att genomför en gastroenterostomi. År 1896 valdes han in i Académie de médecine och 1898 valdes han som senator för sitt födelsedistrikt. 
År 1918 mördades Pozzi i sitt undersökningsrum av en patient han tidigare opererat men vägrade att operera igen. Han sköts med fyra skott i magen och på hans order försökte man utföra en laparotomi men han dog under eller strax efter operationen. Förutom att tillsammans med Jayle ha grundat Revue de gynécologie et de chirurgie abdominale har Pozzi även givit namn åt Pozzis syndrom.